# Wide Awake!
Wide Awake! è il sesto album in studio del gruppo indie rock statunitense Parquet Courts, pubblicato il 18 maggio 2018 con Rough Trade Records.
L'album è stato preceduto dai singoli Almost Had to Start a Fight/In and Out of Patience, Wide Awake e Mardi Gras Beads, seguito dal singolo Total Football.
Wide Awake! ha ricevuto il plauso della critica al momento della sua uscita. Su Metacritic, che assegna un punteggio normalizzato su 100 alle recensioni delle pubblicazioni tradizionali, l'album ha ricevuto un punteggio medio di 82, sulla base di 28 recensioni, indicando "un plauso universale". In una recensione a cinque stelle, Emma Swan di DIY ha definito l'album "un vero classico immediato". Scrivendo per la rivista Exclaim!, Vish Kanna ha detto che Wide Awake! "è una contemplazione musicale perfetta alla lettera dei tempi moderni, dove le rivolte sociali stanno effettivamente influenzando un cambiamento positivo. È musica urgente e potente, stimolante e ballabile, e la cui rabbia è misurata da un acuto ottimismo." Roy Trakin, in una recensione entusiastica per Variety, elogiò l'album per la sua coscienza sociale ai suoi tempi, affermando che "potrebbe essere il disco punk-rock più sveglio dai tempi d'oro dei The Clush."
In una recensione più contrastante, Chris Nelson di Mojo ha scritto che "non sorprende che sventoli in alto le bandiere di Wire e Minutemen. Più sorprendenti sono i cenni occasionali al funk e alle gomme da masticare degli anni '60".
Wide Awake! è stato nominato "album dell'anno" in una lista di fine anno dalla stazione radio australiana Double J e secondo miglior album del 2018 da Paste.

## Tracce
1. Total Football – 4:01
2. Violence – 4:05
3. Before the Water Gets Too High – 4:05
4. Mardi Gras Beads – 2:43
5. Almost Had to Start a Fight/In and Out of Patience – 3:14
6. Freebird II – 2:55
7. Normalization – 2:11
8. Back to Earth – 3:54
9. Wide Awake! – 2:38
10. NYC Observation – 1:22
11. Extinction – 1:41
12. Death Will Bring Change – 2:42
13. Tenderness – 3:06